# Bromley F.C.
Bromley Football Club er en professionel fodboldklub fra i Bromley i Greater London, England. De spiller i den fjerde bedste række, League Two. Bromley spiller deres hjemmekampe på Hayes Lane, som har plads til 5.000 tilskuere.

## Eksterne links
| Fodbold | Spire Denne artikel om en fodboldklub er en spire som bør udbygges. Du er velkommen til at hjælpe Wikipedia ved at udvide den. |

- Officiel hjemmeside